# タウラゲ郡
タウラゲ郡（リトアニア語: Tauragės apskritis）は、リトアニアにある10の郡のうちの一つ。リトアニアの西部に位置し、南はロシア連邦カリーニングラード州に接している。中心都市はタウラゲ。

## 歴史
1918年から1950年までタウラゲ郡が設置されていたが、1950年に廃止された。
リトアニアが独立を回復すると、1994年に郡制度が再び施行されることとなった。しかし、戦間期の郡制度は現代には適合しなかったため、国全体を10に分ける郡制度が新たに導入された。タウラゲ郡は当初、ユルバルカス地区自治体、シラレ地区自治体、タウラゲ地区自治体の3つの自治体によって構成されていたが、1999年にクライペダ郡シルテ地区自治体のうちシルテよりもタウラゲに近い地域を分離させて新たにパゲゲイ基礎自治体が設置されると、パゲゲイ基礎自治体もタウラゲ郡に組み込まれた。
2005年、タウラゲ郡章が制定された。
2010年、郡の行政機能は国および各自治体に移行され、郡は行政機能を伴わない名目上の行政区画となった。

## 自治体
タウラゲ郡は、以下の4つの自治体によって構成される。
- ユルバルカス地区自治体（英語版）
  - ユルバルカス
- パゲゲイ基礎自治体（英語版）
  - パゲゲイ（英語版）
- シラレ地区自治体（英語版）
  - シラレ
- タウラゲ地区自治体（英語版）
  - タウラゲ